# Pere Mayor i Penadés
Pere Mayor i Penadés (Ontinyent, 1959) és un polític i empresari valencià. Fou el líder polític de la Unitat del Poble Valencià (UPV) primer i del Bloc Nacionalista Valencià (BLOC) després fins que dimití el 2003 i es retirà de l'activitat política.
Es llicencià en geografia i història a la Universitat de València, on es vinculà al nacionalisme valencià. La seua dona Consol Castillo, amb qui té dos fills, ha estat regidora a la ciutat de València entre el 2011 i el 2019 per la coalició Compromís per València on s'integra el BLOC.

## Trajectòria política
Secretari General del partit nacionalista valencià Unitat del Poble Valencià (UPV) des de 1986, Pere Mayor aconsegueix l'acta de diputat a les Corts Valencianes a les eleccions valencianes de 1987 arran de la coalició formada pel seu partit i Esquerra Unida del País Valencià (EUPV). Poc després de la constitució de les Corts, els dos diputats nacionalistes (el mateix Mayor i el seu company Aureli Ferrando, candidat per Castelló) abandonarien el grup parlamentari d'EUPV passant-se al Grup Mixt. De 1988 a 1991 fou secretari de la Comissió d'Investigació i seguiment del procés d'expropiació i relocalització del poble de Gavarda. A les successives eleccions en les quals Mayor fou candidat nacionalista, la formació no va obtindre representació.
Així mateix, també va ser tinent d'alcalde a l'Ajuntament d'Ontinyent (la Vall d'Albaida) i conseller de la Mancomunitat de Municipis de la Vall d'Albaida entre 1991 a 1995.
Amb la creació del Bloc Nacionalista Valencià el 2000, Pere Mayor va ser elegit president de la nova formació, però va dimitir el 2003, després de les Eleccions a les Corts Valencianes, per no haver obtingut representació parlamentària malgrat haver obtingut el 4,8% dels vots. Després de la seua retirada del món de la política, es va dedicar al món dels negocis a l'estranger.
Des del 2010 presideix la Fundació Valencianista i Demòcrata Josep Lluís Blasco de nova creació, un think tank per tal de ser un «instrument als servei del valencianisme polític», en paraules del mateix Mayor.
Pere Mayor deixà la militància al seu partit el novembre de 2021 al·legant que havia perdut les essències nacionalistes amb que havia nascut. El BLOC havia celebrat mesos abans un congrés de refundació passant a dir-se Més Compromís.
L'abril de 2024 va anunciar que s'incorporava a la llista de Junts + Puigdemont a les eleccions europees del 2024.